# Cotxa bicolor
La cotxa bicolor (Phoenicurus bicolor) és una espècie d'ocell de la família dels muscicàpids (Muscicapidae) És endèmica de les Filipines i es troba fonamentalment a l'illa de Luzon. El seu hàbitat natural són els boscos tropicals i subtropicals de frondoses humits, tant a les terres baixes com a l'estatge montà, i les ribes fluvials.. El seu estat de conservació es considera gairebé amenaçat.